# Чемпионат Европы по футболу 2026 среди юношей до 19 лет
Чемпионат Европы по футболу 2026 среди юношей до 19 лет (англ. 2026 UEFA European Under-19 Championship) — 23-й розыгрыш чемпионата Европы по футболу среди юношей до 19 лет (и 73-й розыгрыш турнира с учётом юниорских турниров ФИФА, УЕФА и юношеского чемпионата Европы до 18 лет). Турнир пройдёт в Уэльсе летом 2026 года.
В турнире смогут принять участие футболисты, родившиеся не ранее 1 января 2007 года. В финальной стадии турнира сыграют восемь команд, разделённые на две группы.

## Выбор места проведения
Уэльс был выбран местом проведения турнира 2026 года решением исполнительного комитета УЕФА 26 сентября 2023 года.

## Квалификация

### Квалифицировались в финальную стадию
Следующие команды вышли в финальную стадию турнира.
| Команда | Метод квалификации | Участие                                   | Последнее участие | Лучший результат |
| ------- | ------------------ | ----------------------------------------- | ----------------- | ---------------- |
| Уэльс   | Хозяева            | 1-е (могут квалифицироваться в 2025 году) |                   |                  |